# Freier Jakab Salómo
Freier Jakab Salómo (19. század) rabbi

## Élete
Rohoncon született, ahol apja rabbisági ülnök volt. A 19. század harmincas éveitől az ötvenes évekig Újvidéken működött, mint rabbi. Ezután Szegeden volt helyettes rabbi, majd Győrött rabbi. Felvilágosodott tudós és a reformirány híve volt. Hitszónoklatai 1842. jelentek meg Andächtige Erinnerungen an die Pflichten eines Israeliten címmel.